# Lamá
Lamá, pseudonimo di Luís Mamona João (Luanda, 1º febbraio 1981), è un ex calciatore angolano, di ruolo portiere.

## Carriera
Nel 2006 è stato inserito dal CT angolano Luís de Oliveira Gonçalves tra i 23 convocati per disputare i Mondiali in Germania. Non è mai sceso in campo in quanto riserva di João Ricardo. Ha in seguito conquistato il posto da titolare nella Coppa d'Africa 2008.